# Patrick Donnay
Pour les articles homonymes, voir Donnay.
Patrick Donnay est un acteur et metteur en scène belge, né le 15 octobre 1956 à Liège.

## Biographie
Diplômé de l'Institut des arts de diffusion en 1978, il est comédien permanent au Théâtre national de la Communauté française de Belgique depuis 1990.

## Théâtre

### Interprétation
- 1978 : Le Cercle de craie caucasien
- 1979 : En attendant Godot
- 1980 : Les Trois Sœurs
- 1982 : Électre
- 1985 : Comme le temps passe quand on s’amuse (sa 1e mise en scène)
- 1995 : Le Médecin malgré lui
- 2000 : L'Île des esclaves
- 2002 : Gorki-Tchekhov
- 2006 : L'Ami des lois
- 2011 et 2013 : Jacques le Fataliste

### Mise en scène
- À la fin était le bang
- Comme le temps passe quand on s’amuse
- Lazarillo de Tormés
- Cuisine et dépendances
- Alors comment on fait demain (pour le  50e anniversaire de la Déclaration universelle des droits de l'homme)
- Et pourtant elle tourne

## Filmographie

### Cinéma
Il a participé à divers courts métrages et aussi dans le film Broadway dans la tête réalisé par Alain Berliner.

### Télévision
- Lettre de change de Luc Petit
- 2000 : Que reste-t-il... d'Étienne Périer : Paul Zeller (téléfilm)

## Doublage

### Cinéma

#### Films
- 1999 : Une nuit en enfer 3 : La Fille du bourreau : (Lennie Loftin)
- 2005 : Crime City : Frank (Peter Coyote)
- 2008 : Un bébé à tout prix : Dr Dupompe (Nicholas Le Prevost (en))
- 2008 : Kingdom of War : Teng Bochang (Kou Zhenghai)
- 2010 : Le Premier qui l'a dit : Vincenzo Cantone (Ennio Fantastichini)
- 2011 : Les Boloss : Phil Gilbert (Greg Davies)
- 2012 : The Big Year : Stu Preissler (Steve Martin)
- 2013 : Puzzle : Giorgio (Michele Melega)
- 2014 : Kenshin le vagabond : Kanryū Takeda (Teruyuki Kagawa)
- 2015 : Croisades : King (Shu Liang)
- 2016 : Les Espions d'à côté : Dan Craverston (Matt Walsh)
- 2017 : Leatherface : Dr Lang (Christopher Adamson)
- 2017 : Le Gardien invisible : Victor (Quique Gago)
- 2018 : The Spy Gone North : Kim, le chef du département (Kim Eung-soo (en))
- 2020 : Minamata : Jun'ichi Nojima (Jun Kunimura)
- 2021 : Drive My Car : le médecin [Qui ?]
- 2023 : Sniper: G.R.I.T. : ? (?)

#### Films d'animation
- Crows Zero
- Monster Hotel : Dracool et Grabosse
- Franklin : Père de Franklin
- Les Chevaliers du Zodiaque : La Légende du Sanctuaire : Tokumaru Tatsumi

### Télévision

#### Téléfilms
- 2001 : Alerte finale : Samson (Udo Kier)
- 2004 : Les Liens du mariage : Roger Pitney (Steve Adams)
- 2014 : Le Garçon idéal : le général McFee (Ron Lea)

#### Séries télévisées
- Alerte Cobra
- 1996-2006 : Balko : le commissaire Klause Krapp (Ludger Pistor) (124 épisodes)
- 2000-2004 : Black Books : Manny Bianco (Bill Bailey)
- 2003 : Miracles : le père « Poppi » Calero (Hector Elizondo)
- 2008-2011 : Sanctuary : Dr James Watson (Peter Wingfield)
- 2008 : Les Boloss : Loser attitude : Phil Gilbert (Greg Davies)
- 2008-2009 : Les Contes de Grimm : Dame Hiver et L'Astucieuse fille du paysan
- 2009 : Torchwood : John Frobisher (Peter Capaldi) (saison 3 : Les Enfants de la Terre)
- 2010 : Jack Wilder et la Mystérieuse Cité d'or : le général Mata (Julio Oscar Mechoso) (mini-série)
- 2010-2013 : Doctor Who : Lord Président Rassilon (Timothy Dalton) (épisode spécial Noël : La Prophétie de Noël), le Premier Docteur (William Hartnell) (épisode spécial 50e anniversaire : Le Jour du Docteur), Adolf Hitler (Albert Welling (en)) (saison 6, épisode 8 : Allons tuer Hitler) et Charles Dickens (Simon Callow) (saison 6, épisode 13 : Le Mariage de River Song)
- 2010-2015 : Lost Girl : Fitzpatrick « Trick » McCorrigan / le Prince de Sang (Rick Howland (en))
- 2012-2015 : Hart of Dixie : Frank Moth (Steven Porter)
- 2017 : Blood Drive : Heart (Sean Cameron Michael)
- 2020 : Atlantic Crossing : Franklin Delano Roosevelt (Kyle MacLachlan) (mini-série)
- 2020 : Truth Seekers : Dr Connelly (Jon Rumney)
- 2020-2023 : Almost Paradise (en) : Ike Ocampo (Nonie Buencamino (en)) (20 épisodes)
- 2021 : The Pembrokeshire Murders : l'avocat Mark Evans (Ioan Hefin) (mini-série)
- 2021 : The Unusual Suspects (en) : l'inspecteur Andrew Moran (James Lugton) (mini-série)
- 2022 : Super Pumped : Erich England (Fred Armisen) (saison 1, épisode 2)
- 2022 : Bosé (es) : ? (?)
- 2022 : Mystic (en) : Gordon (Bruce Phillips) (saison 3)
- 2022 : Le Blues du Maestro (en) : Dionysis (Giorgios Biniaris)

#### Séries d'animation
- 2000[n 1] : Ippo : The Fighting! : Yasuda
- Ayakashi: Japanese Classic Horror - Tenshu Monotagiri : Sasaoka
- B: The Beginning : Kamui et Queen
- Beast Machines: Transformers : Obsidian
- D.Gray-man : Frey
- Franklin : Monsieur Tortue (le père de Franklin)
- Georges et Martha : Georges
- Keroro, mission Titar : Narrateur
- Mes parrains sont magiques : M. Turner, microbe 1
- Paz le pingouin : Pappy
- Pokémon : Prof. Wistwood
- Randy Cunningham, le ninja : Principal Slimoveitz
- Rozen Maiden : Ginju
- Saint Seiya : Laimi
- Star Wars Rebels : Cham Syndulla

## Voix off
Livres audio
- David Nicholls, Nous (lu par Patrick Donnay), éd. Audiolib, Paris, 2015, 2 disques compacts (durée : 14 h 12),  (EAN 9782356419439), (BNF 44312196)).
- Katarina Mazetti, Ma vie de pingouin (lu par Patrick Donnay, Erwin Grünspan, Nathalie Homs, Cachou Kirsch et Marcha Van Boven), éd. Audiolib, Paris, 2015, 1 disque compact (durée : 7 h 17),  (ISBN 9782356419477).